# Nghệ thuật công cộng

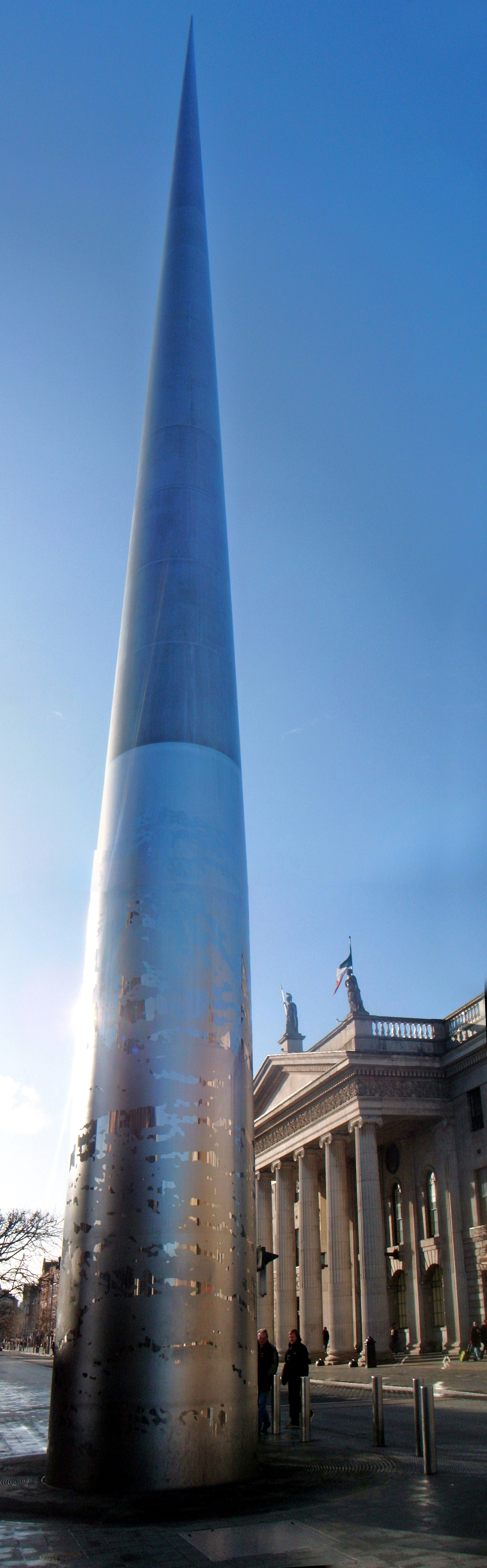
Chóp của Dublin

Nghệ thuật công cộng đề cập đến một thể loại nghệ thuật cụ thể  với lý luận chuyên môn và phê bình riêng. Nó đại diện cho nghệ thuật trong bất kỳ phương tiện truyền thông nào có hình thức, chức năng và ý nghĩa được tạo ra cho công chúng thông qua một quy trình công cộng. Nghệ thuật công cộng có thể truy cập trực quan và vật lý cho công chúng - nó được cài đặt hoặc dàn dựng trong không gian công cộng hoặc lĩnh vực công cộng, thường là bên ngoài. Nghệ thuật công cộng thể hiện các khái niệm công cộng hoặc phổ quát hơn là các khái niệm hoặc lợi ích thương mại, đảng phái hoặc cá nhân, và nó có phẩm chất thẩm mỹ rõ ràng về hình thức hoặc chủ đề. Đáng chú ý là nghệ thuật công cộng cũng là sản phẩm trực tiếp hoặc gián tiếp của một quá trình sáng tạo, mua sắm và/hoặc bảo trì công cộng.
Nghệ thuật độc lập được tạo ra hoặc dàn dựng trong hoặc gần các khu vực công cộng (ví dụ: graffiti, nghệ thuật đường phố, nghệ thuật sân vườn / đồ trang trí sân cỏ) thiếu kiểm duyệt công khai hoặc hữu hình và không thuộc thể loại nghệ thuật công cộng. Tác phẩm nghệ thuật không chính thức này có thể tồn tại trên tài sản tư nhân ngay lập tức liền kề với lĩnh vực công cộng, trên tài sản công cộng hoặc trong môi trường tự nhiên, nhưng, có mặt khắp nơi, nó nằm ngoài định nghĩa của nghệ thuật công cộng do không có quy trình công cộng hoặc kiểm soát công khai như nghệ thuật công cộng.